# Harmaniwka
Harmaniwka (ukr. Гарманівка) – wieś na Ukrainie, w obwodzie kirowohradzkim, w rejonie kropywnyckim, w hromadzie Kompanijiwka. W 2001 liczyła 432 mieszkańców, wśród których 420 wskazało jako ojczysty język ukraiński, 7 rosyjski, 3 mołdawski, 1 białoruski, a 1 inny.